# Michael Young (beisbolista)
Michael Brian Young (Covina, California, 19 de octubre de 1976) es un exjugador de las Grandes Ligas de Béisbol. Jugó trece temporadas con los Rangers de Texas y fue cambiado a los Phillies de Philadelphia el 8 de diciembre de 2012 después de haber aceptado renunciar a su cláusula de no cambio. Con los Rangers, estableció varios récords del club en las categorías de estadísticas ofensivas, incluyendo carreras anotadas y bases totales.